# 原市藩
原市藩（はらいちはん）は、武蔵国足立郡原市（現在の埼玉県上尾市原市）に存在した藩。

## 藩史
小田原征伐後に関東に入部した徳川家康は、尾張国出身の譜代の家臣・西尾吉次に5000石を与えた。慶長5年（1600年）の関ヶ原の戦いで戦功を挙げた吉次は、慶長7年（1602年）に美濃国内に7000石を加増され、合計1万2000石を領する大名となり、原市藩が立藩した。菩提寺となる妙厳寺や地蔵堂を再興する。吉次は慶長11年（1606年）に死去し、跡を子の西尾忠永が継いだ。忠永は元和2年（1616年）に上野国白井藩へ移封となったため、原市藩は廃藩となり、その所領は幕府領となった。現在でも、藩の陣屋を構えた上尾市上尾下の字名が陣屋として残っている。また、同時に上村（上尾市上）にも陣屋を設けたという。

## 歴代藩主
西尾家
譜代。1万2000石。
1. 吉次（よしつぐ）
2. 忠永（ただなが）